# Diego Martínez
Diego Martínez Penas (Vigo, 16 december 1980) is een Spaans voetbalcoach.
Martínez speelde als verdediger in de jeugd van Celta de Vigo en Cádiz CF maar brak nooit door en stopte op 20-jarige leeftijd met voetballen. Hij werd coach en kwam via enkele amateurverenigingen in 2010 bij Sevilla FC. Daar trainde hij lagere teams, in de jeugd en was tussen 2012 en 2014 assistent bij het eerste team. Hierna was hij tot 2017 hoofdtrainer van Sevilla B waarmee hij in 2016 naar de Segunda División promoveerde. In 2017 wist hij met Sevilla B degradatie net te ontlopen en verliet toen de club. In het seizoen 2017/18 trainde hij CA Osasuna in de Segunda División maar vertrok toen hij zich met het team niet wist te plaatsen voor de play-offs om promotie. Medio 2018 werd hij bij Granada CF aangesteld en promoveerde dat seizoen naar La Liga. Eind 2019 kreeg hij de Miguel Muñoz Trophy van Marca voor beste coach van het voorgaande seizoen van de Segunda División. In 2020 plaatse hij zich met Granada voor de UEFA Europa League. Op 8 oktober 2024 maakte UD Las Palmas bekend dat Martínez per direct de ontslagen Luis Miguel Carrión zou opvolgen. Martínez tekende een contract tot het einde van het seizoen, met een optie tot nog een jaar wanneer hij Las Palmas in La Liga weet te houden.